# Escuela Wayside
Escuela Wayside (simplificado como Wayside) es una serie animada canadiense producida en el año 2007 por Nelvana Limited para Teletoon y Nickelodeon, la serie es basada en los libros "Sideways Stories From Wayside School" creados por Louis Sachar. Su emisión en Canadá comenzó el 25 de junio de 2007 y terminó el 29 de agosto de 2008 por el canal Teletoon, en Latinoamérica se estrenó el 3 de septiembre de 2007 por el canal Nickelodeon.
La música de entrada de la serie está realizada por James Robertson. La serie ha sido dirigida por Riccardo Durante y el escritor ha sido John Derevlany, quien escribió el episodio piloto.

## Trama
La serie toma lugar en la ficticia Escuela Wayside, la cual es un edificio de diseño escheriano de 30 pisos. La escuela fue accidentalmente construida de manera "lateral", con una sala de clases en cada uno de los 30 pisos en lugar de 30 salas de clases en un solo piso. Como en los libros, en realidad son 29 pisos en la escuela; el imaginario decimonoveno piso es habitado por la imaginaria Srta. Zarves. La serie se centra en un nuevo estudiante de la escuela, llamado Todd, y sus aventuras adaptándose a la vida como un estudiante en el piso más alto de la Escuela Wayside.
En Wayside, cada piso parece tener casilleros, escaleras, salas de clase, puertas, y artefactos de iluminación. El primer piso contiene la oficina del director, los patios de la escuela, el decimosexto piso contiene la sala de descanso y la piscina; el decimoquinto piso contiene la cafetería y la cocina; el (técnicamente inexistente) decimonoveno piso contiene un tobogán bloqueado por pizarras de madera, el cual se rumorea que es la sala de clases de la legendaria Srta. Zarves; el trigésimo piso contiene la sala de clases de la Srta. Jewls.
Cada piso parece ser de color distinto. Para complementar el estilo Escheriano de la escuela, todas las características de los pisos, puertas, casilleros, escaleras, etc. son puestas en lugares poco usuales, como vistas en la obra de Escher, Relatividad. Todas las característas de los pisos pueden estar en la parte derecha superior, de cabeza, de lado, o suspendidas en lo alto por encima del piso, como pasa con algunos casilleros.

## Personajes

### Principales
Los personajes principales son:
- Todd: (interpretado por Michael Cera en el piloto; Mark Rendall en la serie) Un estudiante de intercambio quien asiste a la clase de la Srta. Jewls en el decimotercer piso y lucha para adaptarse y conformar a la extraña estructura académica de Wayside, pero es frecuentemente acosado en la escuela y es enviado a casa temprano en el bus del jardín infantil por hacer nada malo.

- Maurecia: Una chica ruda quien anda en patines y está enamorada de Todd.

- Dana: La alumna más sobresaliente de Wayside quien obsesivamente mantiene las reglas de la escuela y actúa como la mánager de campaña.

- Myron: Un estudiante obeso y egoísta y mejor amigo de Dana, quien desea ser el presidente de la clase.

### Personal escolar
- Senorita Jewls: Una atolondrada aunque cariñosa profesora quien idoliza a sus alumnos pero detesta a Todd y frecuentemente lo castiga por malos y ridículos comportamientos como hablar en clase, lo que resulta en que Todd sea enviado a casa más temprano en el bus del jardín infantil.

- Señor Kidswatter: Un estricto y excéntrico director de la escuela quien odia las puertas, a las cuales llama goozacks, y no le importa los estudiantes y sólo se refiere a Todd como "334 South Fair View".

- Louis: Un relajado y amistoso profesor de campo en Wayside quien es la persona más popular de la escuela.

- Señorita Mush: Una cocinera de Europa Oriental quien trabaja en la cafetería de la escuela y como enfermera, quien es conocida por su personalidad bromista y sus pésimas aptitudes para la cocina.

### Secundarios
Los estudiantes secundarios en la clase de la Srta. Jewls son:
- Shari: Una estudiante quien lleva una chaqueta con capucha púrpura, y frecuentemente duerme en clase.

- Stephen: Un niño que viste como duende para Halloween todos los días.

- Jenny: Una estudiante que tiene una larga cabellera rubia, es una especialista en acrobacias peligrosas, y se viste como Evel Knievel.

- John: Un niño quien está de cabeza, y viene de una familia de inventores y científicos que siempre están de cabeza.

- Joe: Un estudiante quien un enorme afro naranja.

- Los Tres Erics: Tres estudiantes con atuendo similar que típicamente hacen actividades al unísono.

- Bebe: Una estudiante quien es una gran artista.

- Leslie: Una estudiante que hace sus tareas con sus enormes coletas y suele estar enojada.

- Rondi: Una enorme chica quien casi siempre está feliz.

- DeeDee: Una chica quien viste un vestido púrpura y tiene un cabello color limón.

### Menores
Los miembros menores de la facultad de la escuela son la Srta. Gorf, una maestra sustituta de la Srta. Jewls que tenía la capacidad de transformar a sus alumnos en manzanas antes de que Maurecia la transformara a sí misma; Le Chef, el ex chef francés en la sala de profesores que iba a ser nombrado chef de la cafetería en lugar de la Srta. Mush, pero luego fue desalojado de la escuela debido a su comportamiento desagradable; el Sr. Blunderbuss, el profesor aventurero del decimocuarto piso que a menudo realiza safaris de caza en las junglas de todo el mundo; y la Srta. Zarves, la maestra inexistente en el piso diecinueve inexistente.

## Episodios
| Temporada | Temporada | Segmentos | Episodios | Episodios | Emisión original        | Emisión original        |
| Temporada | Temporada | Segmentos | Episodios | Episodios | Primera emisión         | Última emisión          |
| --------- | --------- | --------- | --------- | --------- | ----------------------- | ----------------------- |
|           | Piloto    | Piloto    | Piloto    | Piloto    | 19 de noviembre de 2005 | 19 de noviembre de 2005 |
|           | 1         | 28        | 14        | 14        | 16 de marzo de 2007     | 25 de agosto de 2007    |
|           | 2         | 24        | 12        | 12        | 1 de septiembre de 2007 | 15 de enero de 2008     |

## Recepción
Wayside ha recibido críticas positivas. David Cornelius de DVD Talk la describió como una "astuta, frecuentemente graciosa serie que exige una audiencia más grande", aplaudiendo los libretos de la serie y el diálogo como "deleitados en mezclar el humor absurdo con alegres memorias de la escuela primaria." Adam Arsenau de DVD Verdict declaró "La parte más satisfactoria de Wayside es como la serie se siente perfectamente balanceada-tiene suficientes travesuras locas y eventos bizarros para satisfacer las audiencias más jóvenes, suficientes falacias lógicas y actitudes desafiantes para entretener a los niños de mediana edad, y suficiente ingenio astuto y sardónico para complacer a los adultos complacidos para encontrarse a sí mismos en frente de un televisor mientras se emite la serie," concluyendo que Wayside es "la caricatura perfecta para familias de todas las edades." Emily Ashby de Common Sense Media le dio a la serie 3 fuera de 5 estrellas; diciendo que, "Esta serie acelerada es está llena de los personajes locos y los escenarios que los jóvenes de primaria amarán. Incluso aún mejor, es virtualmente libre de contenido posible que moleste a los padres."
Sin embargo, la serie también atrajo críticas negativas por sus diferencias de los libros de Wayside School en los cuales la serie está basada. Alyse Wax de Blogcritics negativamente comparó la serie animada con los libros que la inspiraron, declarando que "la serie no tiene la magia que los libros tenían.' Y notando que si bien los libros presentaban 'personajes locos, tontos, insólitos, graciosos, casi-realistas-pero-nunca tanto', los televidentes no perciben desarrollo de personaje de la animación, y agregó que si bien la serie es compartida de una perspectiva adulta, no está intencionada para que sea disfrutada por padres e hijos" viéndola juntos, siendo "dirigida más hacia niños más jóvenes".
Michael P. Dougherty II de Fulve Drive-In le dio a la serie una reseña negativa de la serie, describiéndola como una "desgracia para las novelas" y creyó que "totalmente despoja cualquier inteligencia o significado que estas tenían." Dougherty también criticó la "falta total de ingenuidad" de la serie y "junto con el hecho de que ensució el nombre de la serie de libros hace de ésta de una horrible, mala serie animada." Louis Sachar, creador de los libros de Wayside School en los que la serie está basada, supuestamente detestó Wayside, aunque le gustó su estilo de animación.

## Doblaje
| Personaje           | Actor de voz original | Actor de doblaje (Latinoamérica) | Actor de doblaje (España) |
| ------------------- | --------------------- | -------------------------------- | ------------------------- |
| Todd                | Michael Cera (piloto) | Jesús Nunes (piloto)             |                           |
| Todd                | Mark Rendall (serie)  | Héctor Emmanuel Gómez (serie)    | Fernando Cabrera          |
| Maurecia            | Denise Oliver         | Lidia Abautt (piloto)            |                           |
| Maurecia            | Denise Oliver         | Christine Byrd (serie)           |                           |
| Jenny               | Denise Oliver         | Fernanda Robles                  |                           |
| Shari               | Lisa Ng               | Leisha Medina (piloto)           |                           |
| Myron               | Martin Villafana      | Gonzalo Fumero (piloto)          |                           |
| Myron               | Martin Villafana      | Eduardo Garza (serie)            | Blanca Rada               |
| Dana                | Lisa Ng               | Melanie Henríquez (piloto)       |                           |
| Dana                | Lisa Ng               | Karla Falcón (serie)             | Pilar Martín              |
| Maestra Jewls       | Kathy Najimy (piloto) | Rebeca Aponte (piloto)           |                           |
| Maestra Jewls       | Kathy Laskey (serie)  | Laura Ayala (serie)              | Yolanda Pérez Segoviano   |
| Director Kidswatter | Kedar Brown           | Rubén León (piloto)              |                           |
| Director Kidswatter | Kedar Brown           | José Luis Orozco (serie)         |                           |
| Steven              | Terry McGurrin        | Maythe Guedes (piloto)           |                           |
| Steven              | Terry McGurrin        | Carlos Hernández (serie)         |                           |
| Louis               | Sergio Di Zio         | Héctor Indriago (piloto)         |                           |
| Louis               | Sergio Di Zio         | José Arenas (serie)              |                           |
| Rondi               | Denise Oliver         |                                  |                           |
| Eric Fry            | Martin Villafana      | Alejandro Orozco                 |                           |
| Eric Bacon          | Ricky Collins         | José Antonio Macías              |                           |
| Eric Owens          | Peter Oldring         | Moisés Iván Mora                 |                           |
| Joe                 | Peter Oldring         | Enzo Fortuny                     |                           |

Voces adicionales:
 Para el episodio piloto:
- Maythe Guedes
- Johnny Torres
- Guillermo Martínez
- Úrsula Cobucci

 Para la serie:
- Andrés García
- Benjamín Rivera
- Elsa Covián
- Magda Giner
- Maynardo Zavala (temp. 1)
- Rafael Pacheco

Créditos técnicos:
Estudios de doblaje:
- Etcétera Group, Caracas, Venezuela
- Artsound México S.A. de C.V., México, D. F.